# Río Cabriales
El río Cabriales es un importante río de Venezuela, que cruza la ciudad Valencia y gran parte del estado de Carabobo.
Este río tiene su fuente en el norte del estado de Carabobo, a 1650 m s. n. m., cerca del Pico Hilaria, y su caudal aumenta por las aguas de numerosas quebradas.

## Posición geográfica
El río Cabriales nace en la fila de la Serranía de la Costa, en el Parque nacional San Esteban, al norte del Municipio Naguanagua, en el pico Hilaria (a 1650 metros de altura) y entre los cerros Agua Linda y El Novillo. Se une al río Retobo, en el sector homónimo. Pasa, aproximadamente, de Norte a Sur, por la parte Centro-Oriental de la ciudad de Valencia y descarga de forma natural en el Desparramadero El Paito, al sur de la ciudad, desde donde las aguas se desbordaban hacia la cuenca del río Pao desembocando en el embalse Pao-Cachinche.

## Derivación de su nombre
Los documentos antiguos de la ciudad de Valencia, permiten deducir que el río Cabriales careció por mucho tiempo de nombre propio. Para esa época se le citaba con la forma posesiva de “río de esta ciudad”. Sin embargo, fue denominado “Valencia” por Alexander von Humboldt en la colonia y Agustín Codazzi, en la era republicana. 
El origen de su denominación actual, Cabriales, y la fecha en que comenzó a llamársele de esta manera, se desconoce. Existen muchas suposiciones al respecto: alguna de las hipótesis dice que puede corresponder a una persona o familia que por estar residenciada o tener un negocio por largo tiempo, o debido también a la circunstancia de que hubiese sufrido un accidente en las inmediaciones del río, o bien por algún hecho que le relacionase estrechamente con él, popularizando de esta forma, la intervención de dicho apellido. 
La destacada historiadora carabobeña, Virginia Pérez Linares, sostiene la hipótesis que el discutido nombre se debe a un señor Cabrales, que tenía una hacienda en las cercanías. Asimismo, el único nombre conocido que a medias se parece a Cabriales es Cabria, que distingue, como el de Taría, a uno de los ríos de la jurisdicción de Nirgua. Ambos nombres, Cabria y Taría, tienen la semejanza de denominar a dos poblaciones indígenas. 
Una leyenda dice, que durante el Sitio de Valencia (1814), un patriota de nombre Pedro Cabales o Cabriales, fue a buscar agua al río y las fuerzas realistas lo degollaron, tiñéndose el agua del río con su sangre, y dándole su apellido al río.
También se ha pensado que antiguamente, existían rebaños de cabras en diversos sitios de la ciudad. Suposición recalcada por el escritor valenciano José Rafael Pocaterra, en su poema dedicado al cuatricentenario de Valencia. 
Estas son las suposiciones más destacadas con respecto a la denominación “Cabriales”. Sin embargo, consta que para el año 1848 ya se nombraba de esta manera. Esto lo muestra un informe que se dio lugar, en la instalación del primer Acueducto local, proyectado entonces por el Ayuntamiento. Para este año, se deduce que la denominación es nueva debido a que en 1841 el geógrafo Agustín Codazzi realiza una obra en donde utiliza el nombre de Valencia.

## Historia
En 1547 el río que desembocaba por el noroeste en el Lago de Tacarigua (hoy, Lago de Valencia) fue visto por primera vez por el expedicionario Juan de Villegas y los demás hombres que comandaba cuando tomaron posesión de estas tierras. 	
Desde la antigüedad, las ciudades del Lejano Oriente y del Viejo Mundo, se fundaron en las proximidades de algún río. Esta costumbre se extendió al Nuevo Continente. De esta manera, fue fundada Nueva Valencia del Rey, próxima al Lago de Tacarigua, reservorio paradisíaco de flora, fauna y vida al ser descubierto por los conquistadores, bañada por un río generoso, en la mayoría de las casas y en las costumbres y corazones de sus moradores. 
En 1814, el río tuvo gran importancia porque durante ese años, la ciudad fue sitiada dos veces por las fuerzas realistas. Estas fuerzas tomaron el río que era el único sitio de abastecimiento de aguas. Una heroína valenciana, María Josefa Zabaleta y Gedler, se distinguió por arriesgar su vida, buscando agua del río para suministrarla a los patriotas. 
En 1818, se termina el primer puente que atraviesa el río. Para 1848, se finalizaba la obra de un acueducto; a sorpresa de muchos, la quebrada llamada “La Represa”, originaria en Guataparo Arriba, era insuficiente para la población local de la época. En 1877 fue construido un nuevo acueducto llamado “Guzmán Blanco”. Se sumó al volumen de la anterior corriente, La Represa, el de la quebrada Luvara, originado también en Guataparo Arriba. En 1888 se le anexó, procedente del mismo lugar, el caudal denominado Cacaíto. 
En 1979, el río Cabriales fue desviado por el Ministerio del Ambiente hacia el Lago de Valencia, lo que ha contribuido al aumento del nivel del mismo en unos 30 centímetros por año.

## Importancia en la sociedad valenciana
Actualmente el río Cabriales se manifiesta en la sociedad valenciana tan sólo como un lugar hidrográfico de la zona. Tiene relevancia para algunos científicos y ambientalistas, que tratan de solucionar, incentivar y concientizar al pueblo con respecto a la problemática del río. 
Para sorpresa de muchos, anteriormente el río Cabriales importaba y tenía relevancia en la vida social de la ciudad, afirmándose que él constituía una especie de símbolo geográfico regional. 
Durante los años de conquista y colonia de España, a las costas venezolanas y luego, cuando la guerra de Independencia, el río Cabriales formaba un punto de seguridad de los asaltos y de bucaneros. Era un lugar favorecido por su distanciamiento del mar, su vasta extensión y su proximidad al Lago de Tacarigua. 
De este río se surtían de agua los habitantes para sus necesidades domésticas y los agricultores y hacendados para sus siembras y fincas. A él recurrían las mujeres humildes a lavar su ropa y todos los que quisieran arena, para bañar bestias y pescar por placer o por el valor de las proteínas del pescado. De su caudal percibían el sustento diario vendedores o acarreadores de agua.
También tuvo relevancia para los suicidas que hallaban en el río la liberación de sus penas y problemas. Hacia el atardecer de una fecha ya olvidada, conmovió e impactó a la ciudadanía el cuerpo inerte de Lady Zedhernán. El motivo de su suicidio lo explicaba el lujoso abanico que mantenía apretado entre sus manos, ilustrado con una acuarela japonesa, el cual le había enviado el Libertador, dentro de un estuche de ónix y junto con una carta, al día siguiente de haberla conocido en un baile el 4 de enero de 1827, visita que fue la última que él hizo a Venezuela. 
Además de los suicidas, había quienes mientras la muerte venía por ellas, llegaban hasta las zonas apartadas del río a desatar su llanto. Un ejemplo notorio de esta situación fue el caso de Enrique Linares Irigoyen, que duró muchas horas consagrado a la memoria de su hijo, al cual había perdido. Este contrajo la fiebre hemaútica que le destruyó en horas. Esta enfermedad fue la que segó la vida de su hijo y, más adelante la de su hija y la de su propio padre.

## El Río Cabriales como fuente de inspiración en las artes
Muchos poesía|poetas, músicos y pintores han desglosado odas de admiración y arte al río Cabriales. Entre los pintores más destacados se encuentran Leopoldo La Madriz, Braulio Salazar y Guarenas.
En el género poético, se acentuó lo siguiente: 
- Flor Gornéz Gallegos: “Tomó un nombre sugerente, musical, dulce, una palabra que hace pensar en ondas de luz, en alegría de juventud, en risas de niños saltarines y juguetones”

- El eminente escritor valenciano José Rafal Pocaterra: “Y como allí pastaban cabras al río aquel lo nominó Cabriales el genio musical de las palabras”

- Un poema de Luis de Guevara, poeta fallecido, evoca una despedida, diciendo que él deja la ciudad, con su pena milenaria, su hidalguía proletaria y “el puñal de su río, bajo sus puentes”

Durante el mandato como gobernador de Carabobo, Henrique Salas Römer decretó los “Festivales Cabriales”, que mezclan la música con la pintura.

## Parques que albergan y protegen al Río

### Parque Negra Hipólita
El Negra Hipólita fue inaugurado en 1983 bajo el gobierno regional del Dr. Gustavo Correa Viso y la presidencia del Dr. Luis Herrera Campíns, en honor a la nana del Libertador Simón Bolívar. Posee 7 hectáreas y tiene una longitud de 2 km. Este hermoso parque ubicado a los márgenes del río Cabriales, es el lugar donde los valencianos se dan cita para jugar, montar patines, bicicleta y hacer ejercicios, acompañados de la naturaleza que resalta por un refrescante verdor. 
En la mano derecha de la entrada hay un laberinto fotocromático, que contiene veinte muros de colores con 1917 barras diseñadas por el arquitecto Rafael Pérez, nacido en Montalbán. Hay un centro telemático con 60 computadoras para niños de hasta 6 años, una galería de arte donde se realizan diversas exposiciones y una Plaza Bolivariana que posee 6 banderas en honor a Simón Bolívar.
El Negra Hipólita contiene 7 piñateros que se utilizan para hacer fiestas, donde los visitantes pueden alquilarlos para sus respectivas celebraciones con previa autorización. Se encuentra al “Nieto del Samán de Güere”, un árbol inmenso al que mucha gente se le acerca para pedir un deseo. También existe un área infantil con una pista simulando calles, donde los niños pueden jugar y aprender las señales de tránsito.

### Parque Fernando Peñalver
Se encuentra al noreste de la ciudad de Valencia, comprende 22 ha. El arquitecto paisajista fue Eduardo Santaella. Este sitio recreacional se encuentra conectado con el parque Negra Hipólita. Es una extensión con numerosos árboles que se extiende a lo largo del río Cabriales. Posee kioscos, caminerías y diversas áreas recreativas. 
Contiene una hermosa central de caballerizas donde hay una gran variedad de potrillos, los cuales son utilizados por los efectivos de seguridad del parque para el resguardo del mismo, pero no abierto para el público en general. Así mismo, se encuentran tres estacionamientos, un sistema de 136 cornetas distribuidas en forma de hongos realizadas en piedra, ubicadas alrededor del parque lo que permite a las personas disfrutar de sus caminatas al ritmo de música relajante.
Entre sus plazas está la de “La República” diseñada por Eduardo Santaella en 1996. Consta de 22 banderas de los estados de Venezuela, al igual que un monumento a Bolívar y a Peñalver. Posee una concha acústica diseñada por el arquitecto Ricardo Padrón donde se celebra el Festival Cabriales, evento de gran importancia cultural para la ciudad de Valencia, así como otros eventos culturales.
Es un símbolo de la ciudad, al estilo de los parques de las grandes urbes del mundo. En este parque, se encuentra un área de bosque donde está el “Mijao”, un árbol muy representativo. Cerca de éste observamos la imagen de la virgen de La Milagrosa.

## Condiciones actuales
En el pasado, el río Cabriales tuvo aguas limpias, abundantes y numerosas, que corrían bajo el espeso lecho formado por la exuberante vegetación ribereña, en la que se encontraban árboles diferentes, tales como el camoruco o sunsún (el corpulento árbol emblemático del estado Carabobo), el jabillo, el mijao o mijagua, jobo, lechero, mango, yagrumo y el bambú. 
Complementando este conjunto, se distingue la presencia de plantas rastreras, como bejuco, trepadora y diversos parásitos, embellecían y perfumaban a esta zona. Numerosas especies vivían y se pescaban en sus aguas como guabinas, corronchos, mataguaro y bagres ya sea con anzuelos o con atarrayas. 
A fines de año, especialmente por el mes de diciembre, el río Cabriales ofrecía un espectáculo matinal espléndido, por pintar sus montes y contornos inmediatos de azul brillante, rosado y blanco, las vistosas campánulas de la flor de pascua, que desde el suelo se alzaban tendiéndose en caprichosas formas. 
Anteriormente, se le atribuía las epidemias de paludismo al río Cabriales, debido a que las personas eran más propensas a contagiarse si residían o trabajaban en las inmediaciones de él. Luego se comprobó que el paludismo no lo originaba el río propiamente, sino el estancamiento de las aguas pluviales y la falta de medios para combatir los segundos.
Actualmente, el río ha disminuido su calibre evidenciándose en la desaparición de numerosas quebradas a lo largo de su curso. Esto es ocasionado por la destrucción de la vegetación en sus cabeceras, por quema y tala de árboles.
El desarrollo comercial e industrial de la ciudad ha contaminado al río de aguas sucias y desechos. Se aumentan los efectos negativos con la poca conciencia y conocimiento por parte de la población y los organismos competentes, respecto a las medidas de sanidad y salubridad. 
Ya en 1973 Eduardo Duarte, escribía en el suplemento dominical “Resumen” (que se publicaba como suplemento en el diario carabobeño El Carabobeño) acerca del deterioro que sufría el importante depósito del vital líquido. 
En resumen, el río Cabriales evidencia un problema ambiental cada vez de mayor importancia, particularmente cuando se refiere a la polución de las aguas que van al Lago de Valencia.

## Medidas y proyectos actuales
De comenzar un proceso coordinado para recuperar a este río, en este momento, se tomaría hasta el año 2018. Se han propuesto varios proyectos con respecto al río Cabriales: 
- Se está estudiando la posibilidad de desviar el río Cabriales al embalse de La Mariposa donde se tratan las aguas y luego se verterían en el Embalse Pao-Cachinche.

- El departamento de Química de la Universidad de Carabobo, en Valencia, investiga el uso de bacterias termófilas, que tienen una temperatura entre 40 y 60 °C, como catalizadores biológicos para destruir compuestos orgánicos que han contaminado a los vecinos río Cabriales y Lago de Valencia. Las bacterias son tomadas de las fuentes de aguas termales Las Trincheras. Estos potenciales agentes descontaminantes producen dos tipos de enzimas, las proteasas, que degradan proteínas y podrían destruir compuestos orgánicos de las aguas servidas, y las gluconasas, que se alimentan de almidones y pueden ser útiles en los desechos de la industria textil.

- Se ha realizado un proyecto de los colectores marginales del río Cabriales en la ciudad de Valencia. Estos colectores tienen la finalidad de captar y conducir de las aguas servidas que descargan directamente al río mencionado.